# Leslie Carter
Leslie Barbara Carter (Tampa, Florida, 6 de junio de 1986-Westfield, Nueva York, 31 de enero de 2012) fue una artista, actriz, cantante y compositora estadounidense, conocida por ser hermana de los músicos Nick y Aaron Carter.

## Biografía
Hija de Jane Elizabeth Spaulding y Robert Gene Carter, fue la tercera de cinco hijos que tuvo la familia. Participó en el programa de telerrealidad La Casa de los Carter en 2006. Creó el álbum “Like Wow!”, disponible en internet.

## Vida personal
Contrajo matrimonio con Mike Ashton en 2008. Tuvieron una hija en 2011, Alyssa Jane Ashton Carter.
Falleció el 31 de enero de 2012 a los 25 años, por una sobredosis de drogas.

## Filmografía
- 2006, House of Carters (televisión)